# Pyramidelæbeløs
Pyramide-Læbeløs (Ajuga pyramidalis) er en flerårig, urteagtig plante med en grundstillet bladroset og en opret vækst. Planten bærer lyseblå blomster og violette højblade. Arten findes i Vendsyssel og på Bornholm, og den dyrkes i haverne som bunddække og i blomsterenge.

## Kendetegn
Pyramide-Læbeløs er en flerårig, urteagtig plante med grundstillet bladroset og opret vækst. Planten danner - i modsætning til Krybende Læbeløs - ikke udløbere. Skuddene er behårede og firkantede i tværsnit. De bærer bladene i modsat stilling. Bladene i rosettten er ovale med rundtakket rand. Stængelbladene og højbladene er bredt ægformede eller næsten trekantede, ligeledes med rundtakket rand. Oversiden er græsgrøn med stive hår, mens undersiden er lysegrøn og ligeledes behåret. Højbladene er violette på oversiden og lysegrønne på undersiden. Blomstringen foregår i maj-juni, hvor man finder blomsterne siddende enkeltvis eller få sammen i bladhjørnerne ved støttebladene øverst på det oprette skud. De enkelte blomster er 5-tallige og uregelmæssige (radiært symmetriske) med lyseblå eller hvidlige kronblade. Frugterne er spaltefrugter med nødagtige delfrugter.
Rodsystemet består af en træagtig, lodret jordstængel og et kraftigt og trævlet rodnet.
Planten når en højde på 25 cm og en bredde i bladrosetten på ca. 20 cm.

## Hjemsted
Pyramide-Læbeløs er naturligt udbredt i det meste af Europa. I Danmark findes den i Vendsyssel og på Bornholm, men er sjælden i resten af landet. Den er knyttet til lysåbne eller let skyggede voksesteder med middelfugtig, sur og næringsfattig jord. Derfor kan den især findes på overdrev og skrænter.
Beira-Duriense, som er bjergene syd for Douro i Portugal, består mest af granit. Her findes rester af de oprindelige egeskove, hvor arten vokser sammen med bl.a. Blåmunke, Draphavre, Kambregne, Alm. Mælkeurt, Pære, Aquilegia dichroa (en art af Akeleje), Crocus serotinus (en art af Krokus), Genista florida (en art af Visse), Kantet Konval, Kornet Stenbræk, Krans-Torskemund, Krat-Viol, Krybende Hestegræs, Læge-Ærenpris, Omphalodes nitida (en art af Kærminde), Pyrenæisk Eg, Rundfinnet radeløv, Spansk Klokkeskilla, Stilk-Eg, Stor Fladstjerne, Trilling-Anemone og Træ-Lyng.

## Galleri
|  |  |
|  |  |

## Note
1. ↑  J.D. de Almeida: Flora and vegetation of Beira-Duriense mountains - an introduction Arkiveret 22. februar 2014 hos  Wayback Machine – kortfattet oversigt over disse vegetationstyper (engelsk)

- Naturbasen - Billeder og udbredelse i Danmark af Pyramidelæbeløs